# HIV.gov
HIV.gov 혹은 이전의 홈페이지 이름인 AIDS.gov는 미국 내 모든 HIV/AIDS 자원과 정보를 모아 둔 인터넷 포털이다. 이 홈페이지는 2006년 12월 1일 세계 에이즈의 날에 미국 보건복지부가 'AIDS.gov'라는 이름으로 처음 개방하였다. 이 홈페이지에는 사용자가 원하는 내용으로 이동할 수 있는 여러 링크가 있다.
HIV.gov는 일반 대중, 연방 공무원 및 요원, 주 공무원, 연방의 피고용인, 의료 및 연구기관 및 기타 HIV 조직 근무자 등 관련 조직을 위한 자원 모음집으로 사용된다. 이 홈페이지는 미국 보건복지부(HHS) 공중보건과학국과 공보차관실의 지원을 받으며 활동하고 있다.
컨텐츠, 설계 및 개발팀은 미국 국내에서 에이즈 개발 관련 업무를 진행하는 미국 보건복지부 및 기타 정부기관의 대표팀들이 모여 있으며 본부는 워싱턴 D. C.에 있다.

## 역사
2008년 3월 11일, AIDS.gov가 미국 웹마스터 협회의 골든 레코드 상을 받았다. 2010년 8월에는 AIDS.gov 홈페이지가 Juggle.com에서 최고의 정부 블로그 시상을 받았다.
2017년 6월에는 AIDS.gov가 HIV.gov로 이름을 바꾸고 홈페이지를 새로 개편하여 이전에 서로 분리되었던 홈페이지와 블로그를 하나로 합쳤다.